# Jasper Tukkers
Pour les articles homonymes, voir Tukkers.
Jasper Tukkers né le 5 décembre 1998, est un joueur néerlandais de hockey sur gazon. Il évolue au poste de défenseur au HC 's-Hertogenbosch et avec l'équipe nationale néerlandaise.

## Biographie
Jasper est la sœur de Anne Tukkers, également internationale néerlandaise.

## Carrière
Il a fait ses débuts en équipe première le 2 juin 2022 à Nimègue contre l'Argentine lors de la Ligue professionnelle 2021-2022.

## Palmarès
- : 1er à la Ligue professionnelle 2021-2022.